# Круге (Доній Лапаць)
44°38′ пн. ш. 15°56′ сх. д. / 44.63° пн. ш. 15.94° сх. д.
Круге (хорв. Kruge) — населений пункт у Хорватії, у Лицько-Сенській жупанії у складі громади Доній Лапаць.

## Населення
Населення за даними перепису 2011 року становило 54 осіб.
Динаміка чисельності населення поселення:

## Клімат
Середня річна температура становить 8,13 °C, середня максимальна – 21,92 °C, а середня мінімальна – -7,67 °C. Середня річна кількість опадів – 1293 мм.
| Клімат поселення                              | Клімат поселення | Клімат поселення | Клімат поселення | Клімат поселення | Клімат поселення | Клімат поселення | Клімат поселення | Клімат поселення | Клімат поселення | Клімат поселення | Клімат поселення | Клімат поселення | Клімат поселення |
| Показник                                      | Січ.             | Лют.             | Бер.             | Квіт.            | Трав.            | Черв.            | Лип.             | Серп.            | Вер.             | Жовт.            | Лист.            | Груд.            |                  |
| Середній максимум, °C                         | 5,82             | 6,78             | 9,94             | 13,87            | 18,61            | 21,92            | 21,83            | 21,44            | 17,66            | 13,68            | 8,36             | 4,28             |                  |
| Середня температура, °C                       | −0,92            | 0,04             | 3,19             | 7,13             | 11,87            | 15,17            | 17,46            | 17,07            | 13,30            | 9,32             | 4,00             | −0,08            |                  |
| Середній мінімум, °C                          | −7,67            | −6,7             | −3,56            | 0,40             | 5,14             | 8,44             | 13,11            | 12,71            | 8,92             | 4,96             | −0,37            | −4,45            |                  |
| Норма опадів, мм                              | 90               | 93               | 99               | 111              | 99               | 103              | 79               | 89               | 120              | 133              | 153              | 124              |                  |
| Середньомісячна швидкість вітру, м/с          | 1.96             | 2.09             | 2.32             | 2.28             | 2.11             | 1.85             | 1.81             | 1.71             | 1.80             | 1.92             | 2.09             | 2.17             |                  |
| Середньомісячна сонячна радіація, кДж/м²·день | 4643             | 7343             | 10860            | 15294            | 19270            | 21157            | 22907            | 19771            | 14782            | 9527             | 5171             | 3893             |                  |
| --------------------------------------------- | ---------------- | ---------------- | ---------------- | ---------------- | ---------------- | ---------------- | ---------------- | ---------------- | ---------------- | ---------------- | ---------------- | ---------------- | ---------------- |
| Джерело:                                      |                  |                  |                  |                  |                  |                  |                  |                  |                  |                  |                  |                  |                  |